# Andrea Ehrig-Mitscherlich
Andrea Ehrig-Mitscherlich, född Mitscherlich 1 december 1960 i Dresden, är en före detta tysk idrottare som tävlade i hastighetsåkning på skridskor. Hon tävlade för Östtyskland och tillhörde under 1980-talet världseliten inom sporten.
Mellan 1976 och 1988 vann hon sju olympiska medaljer (1 guld, 5 silver, 1 brons). Dessutom vann hon 6 medaljer hos världsmästerskapen och 5 guldmedaljer hos europamästerskapen. Under karriären förbättrade Ehrig-Mitscherlich 9 världsrekord. Mera framgångsrik bland Östtysklands kvinnliga hastighetsåkare var bara Gunda Niemann-Stirnemann (19 världsrekord) och Karin Enke (10).
Hon är för andra gången gift och hette tidvis Schöne.